# La heredera (telenovela mexicana)
La heredera es una telenovela mexicana realizada por TV Azteca en 2004, producida por Henry Ramos y Gerardo Zurita. Es una historia original de Julio César Mármol, Henry Ramos y Martín Luna. 
Protagonizada por Silvia Navarro y Sergio Basañez, coprotagonizada por Margarita Gralia y Aylín Mujica, con la participación antagónica de Víctor Huggo Martín, y las actuaciones estelares de Bruno Bichir, Guillermo Murray, Julieta Egurrola y Juan Manuel Bernal.

## Historia
"La Heredera" es una historia de encuentros y desencuentros, de llantos y risas, de silencios preñados de ilusiones, y sueños con los que los poetas se nutren para hacer poesía. El amor y el odio, el deseo y el deber, el valor y la cobardía, la generosidad y la ambición, la impunidad y la justicia... son algunos de los ingredientes que conforman el universo de "La Heredera": María Claudia Madero Grimaldi (Silvia Navarro), a quien la vida sorprende con el más grande amor, a quien el destino ofrece el mando del emporio económico más importante del país.
Belleza, inteligencia, bondad, audacia, ternura y fortaleza de carácter, son las cualidades que definen el espíritu de María Claudia. Su padre, Julián (Guillermo Murray), es el empresario más influyente del ámbito político mexicano. Su madre, Ana Gabriela (Margarita Gralia), encuentra en la filantropía la ocupación y razón de ser. Lauro (Víctor Huggo Martín), su hermano mayor, encarna la ambición, la codicia y el resentimiento como armas que utiliza en el camino al poder político y económico. Lorena (Aylín Mujica), su hermana, es una mujer llena de talento, belleza, creatividad, culpabilidad y adicción, que enarbola como bandera de su bipolaridad. Octavio (Xavier Massimi), el menor de la familia, conduce a toda máquina su rebeldía, a bordo del vértigo y de espaldas al poder.
La suerte, en manos del destino, lleva a María Claudia a un camino insospechado, cuando su padre está a punto de morir, entonces, María Claudia, que estudia en USA, regresa de urgencia a México; pero un accidente evita su llegada. En medio del infortunio, Antonio Bautista (Sergio Basañez), excombatiente de la Guerra del Golfo, y María Claudia se conocen para sobrevivir juntos y revelándose como un acto poético el entrañable amor de sus vidas.
Julián sobrevive y la experiencia con la cercanía de la muerte, unirá más que nunca el amor del padre y su familia. El amor de Antonio será una fuente de vida para María Claudia, están hechos el uno para el otro y desean abandonarlo todo, construir un camino para su felicidad; pero todo se ensombrece con la aparición de Aranza, mujer quien años atrás brindó a Antonio algo más importante que un amor pasajero, dejando sembrada en su alma la semilla del futuro.
"La Heredera" es la historia que surge de un amor profundo y comprometido, amor que para llegar a consumarse deberá enfrentar obstáculos, desatar rencores, despertar envidias y hasta desafiar a la muerte. "La Heredera" es amor que duele, pero purifica; amor que surgió para trascender dejando su huella en el tiempo.

## Elenco
- Silvia Navarro - María Claudia Madero Grimaldi
- Sergio Basañez - Antonio Bautista Rodríguez
- Margarita Gralia - Ana Gabriela Grimaldi de Madero
- Aylín Mujica - Lorena Beatriz Madero Grimaldi
- Guillermo Murray - Julián Madero Venegas
- Julieta Egurrola - Dulce Regina Corrales-Astorga Vda. de Sergio-Torres
- Víctor Huggo Martín - Lauro Enrique Madero Grimaldi
- Ángela Fuste - Brenda Arellano
- Fabián Corres - Salomón Mayorca
- Adriana Louvier - Linda Arellano
- Andrea Noli - Kauris Guzmán
- Juan Manuel Bernal - Dionisio Xavier Sergio Torres
- Bruno Bichir - Santiago Daniel Sergio Torres
- Gabriela Canudas - Aranza Ballesteros "La Chata"
- Xavier Massimi - Octavio Madero Grimaldi
- Ana Laura Espinosa - Ponchita
- Mauricio Valle - Felipe
- Luciana Silveyra - Jovana
- Héctor Arredondo - Joaquín Mercader
- Rocío Adame
- Beatriz Cecilia
- Arturo Beristáin - Álvaro Domínguez
- Ana Berumen
- René Campero
- Christian Cataldi - Erick
- Constantino Costas
- Andrea Escalona - Montserrat
- Faisy
- Fidel Garriga - Ángel
- René Gatica - Padre de Orlando
- Tamara Guzmán - Jovita
- Cynthia Hernández
- Arletta Jersioska
- Josafat Luna - Tofiño
- Larissa Mendizábal
- Dora Montero - Marina
- Enrique Muñoz - Neiro
- Rodrigo Murray - Alonso
- Fernando Noriega - Alan
- José Luis Orenday
- Carlos Padilla - Ricardo Bautista
- Mercedes Pascual - Mamá de Jhovana
- Rolf Petersen - Alejo
- Cecilia Piñeiro - Lucía
- Luis Rábago - Orlando Mondragón
- Chucho Reyes - Mauricio
- Aldo S. de Diego - Julian Sergio-Torres Madero
- Ángela Sánchez
- Fernando Sarfatti - Carlos
- Carina Sarti - Sobrina de Ángel
- Shirley - Italia
- María Luisa Vázquez - Asistente de Ana Gabriela
- Gonzalo Vega - Armando
- Lourdes Villareal - Eulalia
- Alberto Zeni - Beto
- David Zepeda - Fabián

## Versiones
- La cadena estadounidense MyNetwork TV, realizó en 2007 una adaptación llamada American Heiress (Heredera americana), protagonizada por Alicia Leigh Willis y Carter MacIntyre. Ésta fue la última telenovela producida por MyNetwork TV, cadena que era conocida por realizar melodramas para un público angloparlante.